# Bazoches-en-Dunois
Bazoches-en-Dunois is een gemeente in het Franse departement Eure-et-Loir (regio Centre-Val de Loire) en telt 237 inwoners (1999). De plaats maakt deel uit van het arrondissement Châteaudun.

## Geografie
De oppervlakte van Bazoches-en-Dunois bedraagt 18,1 km², de bevolkingsdichtheid is 13,1 inwoners per km².
De onderstaande kaart toont de ligging van Bazoches-en-Dunois met de belangrijkste infrastructuur en aangrenzende gemeenten.

## Demografie
Onderstaande figuur toont het verloop van het inwonertal (bron: INSEE-tellingen).